# Бек, Джон
Джон Бек (англ. John Beck, род. 28 января 1943) — американский актёр, в основном, известный благодаря своим ролям на телевидении. Бек появился в более ста телевизионных шоу и кинофильмах в период своей карьеры. В семидесятых годах, Бек снялся в нескольких успешных кинофильмах, среди которых были «Спящий» (1973), «Роллербол» (1975), «Небесные наездники» (1976), «Чужая дочь» (1977) и Обратная сторона полуночи (1977).
В конце семидесятых, Бек полностью переместился на телевидение, где снялся с Морган Фэйрчайлд в прайм-тайм мыльной опере NBC «Фламинго-роуд» (1980—1982), а в дополнение часто появлялся в качестве гостя в таких шоу как «Лодка любви», «Отель» и «Она написала убийство». Наибольшей известности он добился благодаря своей роли Марка Грейсона в прайм-тайм мыльной опере CBS «Даллас», где Бек снимался в 1983-84 годах, а после вернулся в шоу в 1985 году, когда его персонаж был «воскрешен» продюсерами. Весной 1986 года, Бек был окончательно уволен из шоу, так как продюсеры решили сделать девятый сезон «Сезоном-сном», действие которого разворачивалось в альтернативной вселенной, вследствие чего его персонаж в десятом сезоне вновь считался мёртвым.
Два последующих десятилетия, Бек продолжал появляться в качестве гостя в различных сериалах и иногда в фильмах категории «Б», что в итоге привело его к дневным мыльным операм, таким как «Санта-Барбара» и «Страсти».